# Cratere Caterina

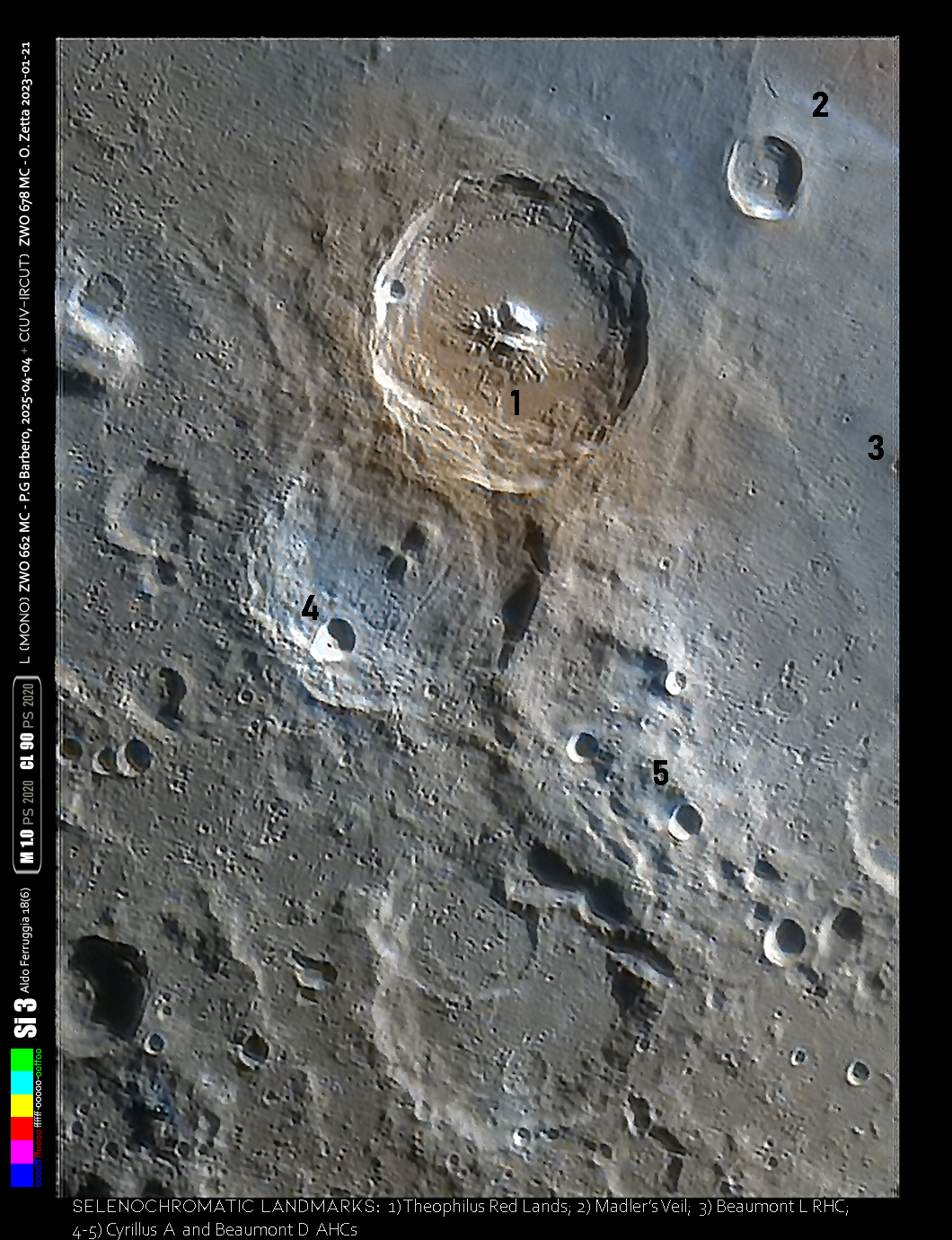
Immagine dell'area del cratere (in basso) in formato Si. Vedi anche:

Caterina, o Catharina secondo la denominazione ufficiale, è un cratere lunare di 98,77 km situato nella parte sud-orientale della faccia visibile della Luna, in una regione di terreno accidentato.
Ad ovest è possibile individuare la Rupes Altai, mentre ad est è presente il Mare Nectaris. In direzione ovest-nord-ovest si trova il cratere Tacitus, mentre ad oriente, al margine del Mare Imbrium, è presente il cratere Beaumont, invaso dalla lava. A sud-sud-est si trova infine il cratere Polybius.
Caterina, insieme con il cratere Cyrillus ed il piccolo cratere Theophilus più a nord, forma un cospicuo raggruppamento, bordato dalla curva delle Rupes Altai, particolarmente visibile da Terra quando il Sole appare basso sull'orizzonte lunare. Queste formazioni sono caratterizzate da un'età crescente, scendendo da nord verso sud.
Il bordo di Caterina è molto eroso ed irregolare, con il margine settentrionale inciso dal cratere Caterina P, anch'esso consunto. Le pendici nordorientali sono marcate da numerosi piccoli impatti. Non vi sono tracce di terrazzamenti lungo le pendici interne, e quelle esterne sono state sostanzialmente cancellate dall'erosione. Il pianoro interno è abbastanza pianeggiante, ma molto accidentato; è inoltre inciso dal margine di Caterina P e dai resti di un cratere minore a sud. Non vi sono segni di rilievo centrale.
Il cratere è dedicato a Santa Caterina d'Alessandria. 

## Crateri correlati
Alcuni crateri minori situati in prossimità di Catharina sono convenzionalmente identificati, sulle mappe lunari, attraverso una lettera associata al nome.
| Catharina | Coordinate            | Diametro (in km) |
| --------- | --------------------- | ---------------- |
| A         | 20°12′36″S 22°16′12″E | 12,97            |
| B         | 16°57′36″S 24°17′24″E | 21,7             |
| C         | 20°22′48″S 24°18′36″E | 27,28            |
| D         | 16°56′24″S 21°24′00″E | 8,36             |
| E         | 17°09′36″S 21°15′36″E | 6,05             |
| F         | 19°32′24″S 23°03′36″E | 6,31             |
| G         | 17°32′24″S 24°54′36″E | 15,94            |
| H         | 19°18′36″S 25°22′12″E | 5,45             |
| J         | 19°27′00″S 22°10′48″E | 4,89             |
| K         | 20°03′36″S 23°53′24″E | 7,19             |
| L         | 20°57′36″S 24°12′36″E | 3,87             |
| M         | 19°16′12″S 20°43′48″E | 5,4              |
| P         | 17°16′48″S 23°19′12″E | 46,8             |
| S         | 18°55′12″S 23°22′12″E | 15,77            |